# Синицинский бор
Сини́цинский (Сини́цынский) бор — особо охраняемая природная территория Тюменской области, являющаяся памятником природы регионального значения.
Самый южный естественный лесной массив области. Находится в окрестностях дер. Синицина Ишимского района, на территории Ишимского лесхоза возле автомобильной дороги муниципального района Ишим—Синицына.

## История
Реликтовый лес получил своё название в честь прилегающей к бору деревни Синицина (Клепиковское сельское поселение), впервые упоминаемой в 1747 году. Деревня носит название по фамилии первых поселенцев, однако имела также неофициальное название Детли, отчего до середины XX века бор назывался Детлинским.
Бор использовался для самых различных целей. Весной 1921 года в нём были похоронены 300 казнённых участников Западно-Сибирского крестьянского восстания 1921 г. из села Ново-Травное. В годы Великой Отечественной войны на территории располагавшегося в бору пионерлагеря были сформированы 229-я и 384-я стрелковые дивизии. 229-я дивизия действовала в составе 64-й армии и была разгромлена в июле-августе 1942 года в ходе оборонительных боёв на Дону в рамках Сталинградской битвы. 384-я дивизия находилась в составе 11-й армии и участвовала в битве за Ленинград. 2 декабря 1942 года была расформирована следствие огромных потерь, понесённых в ходе Демянской наступательной операции.
Издавна было замечено и рекреационное значение лесного массива. В 1914 году священник Иоанн Голошубин отмечал, что бор «во время лета привлекает к себе на долгое жительство многих из города Ишима». В 1932 году Ишимский горкомхоз сдавал в аренду на летний сезон 17 дач. 3 июля 1953 года был открыт Дома отдыха Центрального комитета профсоюза работников железнодорожного транспорта (ныне это санаторий «Ишимский»), построенный на базе Ишимского отделения Омской железной дороги.
Территория бора признана памятником природы регионального значения в 1968 году, а спустя 30 лет администрация Тюменской области определила паспорт, режим и функции памятника.

## Состав памятника
Площадь его составляет 1108 га. Бор состоит из 3 участков: I — в непосредственной близости от юго — западной окраины д. Синицына (площадь участка — 57 га), II — порядка 2 км на юг от д. Синицына (площадь участка — 225 га); III — на западной окраине лесного массива в 12 км на юг от районного центра г. Ишим, юго-западная граница — в непосредственной близости от д. Синицына (площадь участка — 826 га).
Памятник природы включает ландшафт, представленный сосновыми и сосново-березово-осиновыми разнотравными, осоково-разнотравными и мшисто-ягодными лесами; древесную и кустарниковую растительность ленточных боров; флору и фауну, в том числе редкие и находящиеся под угрозой исчезновения виды растений и животных; археологические объекты; рекреационные и лечебные ресурсы. Доминирующий вид лесопосадок — сосна обыкновенная (Pinus sylvestris). В настоящее время описано 298 видов растений, характерных для флоры Синицынского бора. В их число входят редкие и находящиеся под угрозой исчезновения виды растений, включенных в Красную книгу Тюменской области (лилия кудреватая, башмачок крупноцветковый, липа сердцелистная, волчник обыкновенный, рябчик малый, ирис сибирский, кувшинка чисто-белая, папоротник страусово перо, лилия сарана, заразиха голубая и др.), сохранившиеся с доледниковых времен и внесённые также в Красную книгу России.

## Археологическое значение
Территория Синицынского бора принадлежит к южной части Мергенского археологического района. Именно здесь археологи нашли погребения андроновской цивилизации, городище саргатов — «Ласточкино гнездо» и др. На территории Синицынского бора, непосредственно прилегающей к реке Ишим, нередки случаи находок хорошо сохранившихся остатков мамонтов.

## Рекреационное значение
На территории бора, прилегающей к реке Ишим, находятся геотермальные источники хлоридно-натриевых минеральных вод. Сочетание уникального ландшафта, минеральных источников и чистейшего, насыщенного фитонцидами воздуха сделали Синицынский бор привлекательнейшим местом отдыха. В 1940—1960-х годах на территории бора регулярно проводились тренировки лыжной команды сборной СССР, а в начале 2000-х начала работать лыжероллерная трасса.
В настоящее время в бору находятся:
- санаторий «Ишимский»[2];
  - детский санаторно-оздоровительный лагерь круглогодичного действия «Берендей» (на базе пансионата);
- детский спортивно-оздоровительный лагерь «Дружба» (д. Синицина, основан в 1958 году)[12];
- летний оборонно-спортивный оздоровительный (палаточный) лагерь «Ратники» (с 1998 года)[13];
- детский оздоровительный центр имени Ленина;
- спортивный комплекс «Юность»;
- спортивно-оздоровительная база «Буревестник» Ишимского государственного педагогического института им. П. П. Ершова[14].

Для посещения бора Ишимский городской историко-краеведческий музей разработал экологическо-приключенческий маршрут «Зелёное ожерелье Ишима».